# Вінфілд (Індіана)
Вінфілд (англ. Winfield) — місто (англ. town) в США, в окрузі Лейк штату Індіана. Населення — 7181 особа (2020).

## Географія
Вінфілд розташований за координатами 41°24′43″ пн. ш. 87°15′45″ зх. д. / 41.41194° пн. ш. 87.26250° зх. д. (41.412077, -87.262499).  За даними Бюро перепису населення США в 2010 році місто мало площу 31,19 км², з яких 31,02 км² — суходіл та 0,17 км² — водойми.

## Демографія
Згідно з переписом 2010 року, у місті мешкали 4383 особи в 1427 домогосподарствах у складі 1144 родин. Густота населення становила 141 особа/км².  Було 1511 помешкання (48/км²).
Расовий склад населення:
| - 88,5 % — білих - 3,7 % — чорних або афроамериканців - 3,5 % — азіатів - 0,4 % — корінних американців - 2,5 % — осіб інших рас |

До двох чи більше рас належало 1,3 %. Частка іспаномовних становила 8,9 % від усіх жителів.
За віковим діапазоном населення розподілялося таким чином: 29,0 % — особи молодші 18 років, 58,0 % — особи у віці 18—64 років, 13,0 % — особи у віці 65 років та старші. Медіана віку мешканця становила 38,7 року. На 100 осіб жіночої статі у місті припадало 95,0 чоловіків;  на 100 жінок у віці від 18 років та старших — 90,5 чоловіків також старших 18 років.
Середній дохід на одне домашнє господарство  становив 107 502 долари США (медіана — 82 193), а середній дохід на одну сім'ю — 119 742 долари (медіана — 94 877). Медіана доходів становила 80 618 доларів для чоловіків та 43 309 доларів для жінок. За межею бідності перебувало 2,2 % осіб, у тому числі 2,7 % дітей у віці до 18 років та 0,0 % осіб у віці 65 років та старших.
Цивільне працевлаштоване населення становило 2277 осіб. Основні галузі зайнятості: освіта, охорона здоров'я та соціальна допомога — 25,3 %, будівництво — 15,5 %, виробництво — 15,1 %, роздрібна торгівля — 14,8 %.